# Svigermors skarpe tunge
Svigermors skarpe tunge (Sansevieria trifasciata) er en art i gruppen bajonetplante. Det er en hårdfør og populær potteplante. Navnet kommer af plantens spidse blade som er aflange, ca. 70-90 cm høje og 5-6 cm brede.
Planten trives bedst i sandholdig jord eller jord med grus i, helst med højt kalkindhold. Svigermors skarpe tunge skal ikke stå i muldjord - og slet ikke i tørvejord.